# Zuid-Tirools Laagland

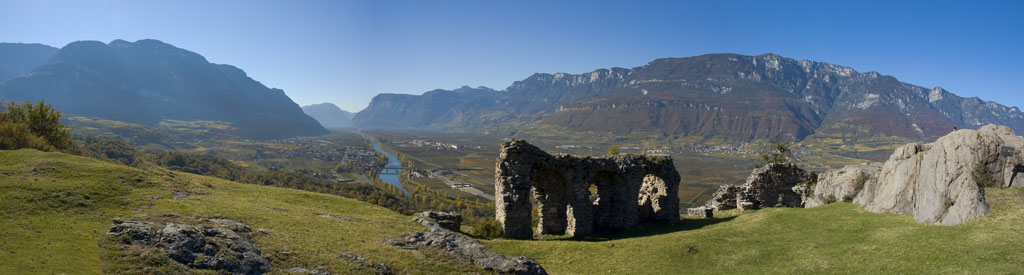
Het Zuid-Tirools Laagland gezien vanaf de Castelfeder

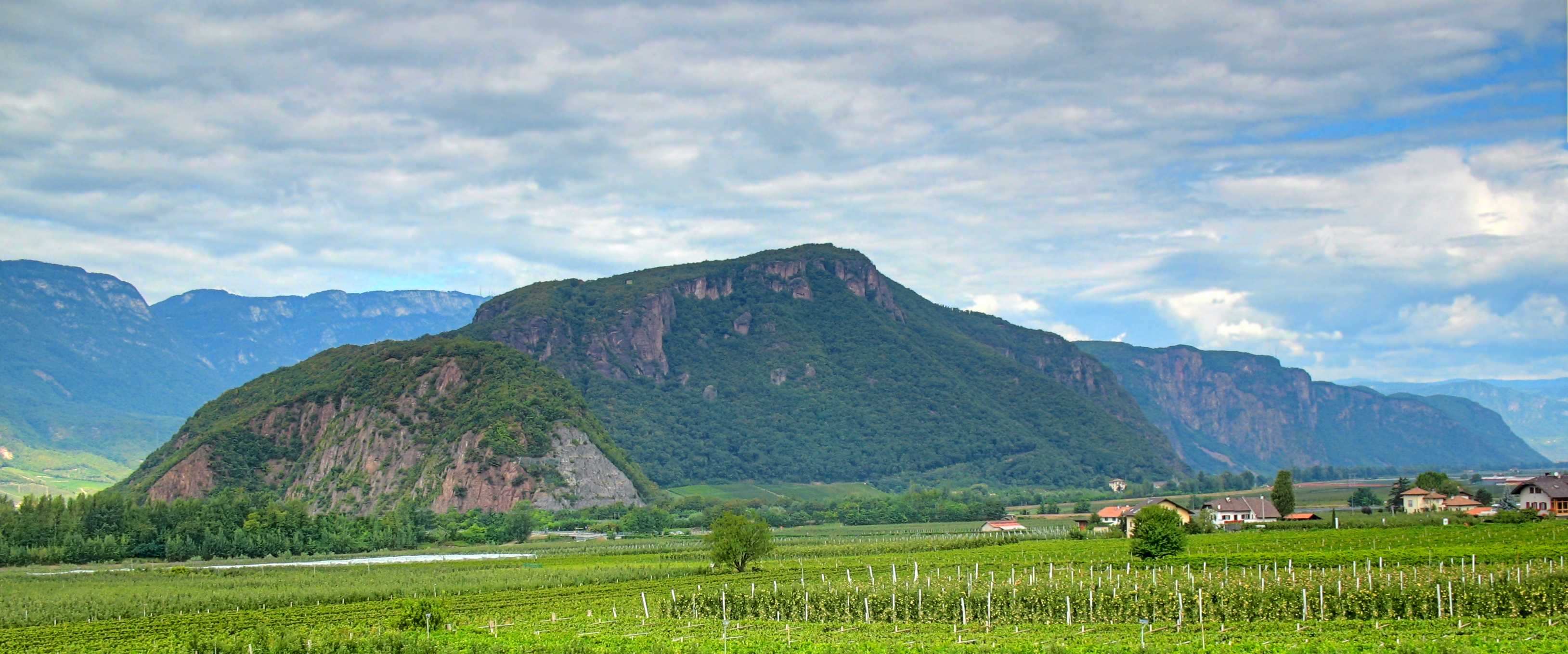
De Mitterberg gezien vanaf Auer

Het Zuid-Tirools Laagland (Duits: Südtiroler Unterland of Bozner Unterland, Italiaans: Bassa Atesina) is een deel van het Adige-dal in Zuid-Tirol tussen Bozen, Salorno en Tramin an der Weinstraße. Als wijnbouwgebied heeft het internationale bekendheid, mede doordat de Zuid-Tiroolse Wijnroute (Südtiroler Weinstraße/Strada del Vino dell'Alto Adige) door het gebied loopt. Het Zuid-Tirools Laagland is onder andere het herkomstgebied van de gewürztraminer.

## Geografie
Het Zuid-Tirools Laagland wordt doorsneden door de Adige, de Brennersnelweg en de Brennerspoorlijn. Neumarkt wordt beschouwd als hoofdplaats van de regio. Daarnaast is Leifers een plaats van enige omvang.
Overige gemeenten die behoren tot het Zuid-Tirools Laagland zijn Auer, Bronzolo, Kurtatsch an der Weinstraße, Margreid an der Weinstraße, Montan, Vadena, Salorno, Tramin an der Weinstraße, alsook de berggemeenten Aldein, Altrei en Truden.
Het grondgebied van de gemeenten Kaltern an der Weinstraße en Eppan an der Weinstraße wordt niet gerekend tot het Zuid-Tirools Laagland, maar tot de Überetsch. Samen vormen het Zuid-Tirools Laagland en Überetsch de districtsgemeenschap Überetsch-Unterland/Olttradige-Bassa Atesina.
Delen van de oostelijke dalflanken van het Zuid-Tirools Laagland worden beschermd door de ligging in Natuurpark Trudner Horn.

## Bevolking

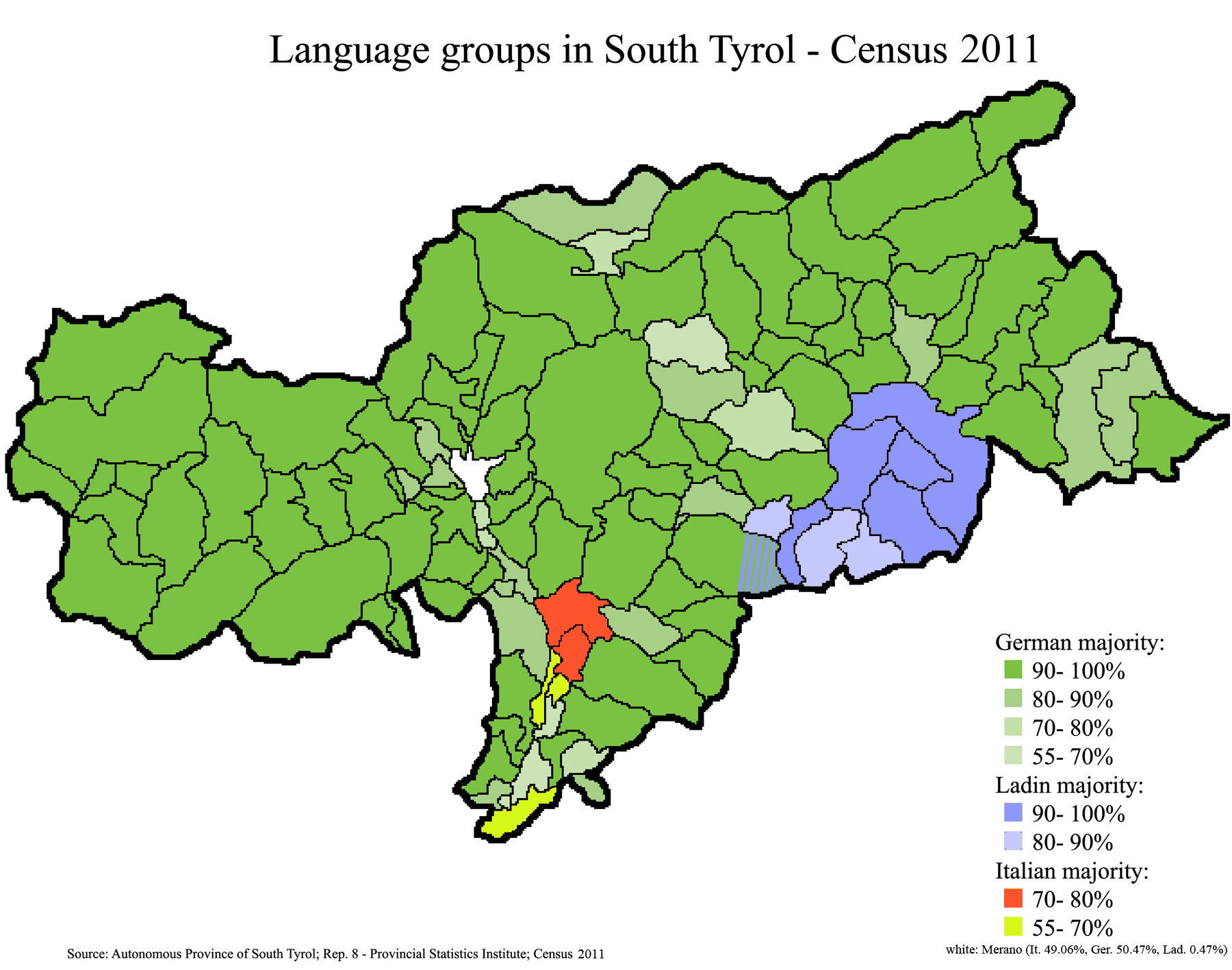
Taalgroepen in Zuid-Tirol in 2011. Het Zuid-Tirools Laagland (zuidelijkste gebied) kent zowel gemeenten met een Italiaans- als een Duitssprekende meerderheid

Het Zuid-Tirools Laagland is een taalkundig gemengd gebied. Samen met de grotere steden Bozen en Meran behoort het Zuid-Tirools Laagland tot de delen van Zuid-Tirol met het hoogste percentage Italiaanstaligen. De rest van Zuid-Tirol is hoofdzakelijk Duits- of Ladinischsprekend.

## Geschiedenis
Sinds de vroege middeleeuwen behoorde het Zuid-Tirools Laagland, samen met de Überetsch en het zuidelijk deel van het Burggrafenamt rondom Meran, tot het noordelijkste district van het Aartsbisdom Trente. In politiek opzicht was het gebied sinds de 13e eeuw met het Graafschap Tirol en sinds de 14e eeuw met de Habsburgse monarchie verbonden. De kerkelijke band met Trente eindigde in 1964, toen het Zuid-Tirools Laagland werd verenigd met Bisdom Bozen-Brixen.
Van 1868 tot 1919 behoorde het gehele Zuid-Tirools Laagland tot het District Bozen. Tussen 1923 en 1948 was het grootste deel van het gebied onderdeel van de provincie Trente, in het kader van het italianiseringsbeleid van Zuid-Tirol. Op 30 mei 1946 werd door de Südtiroler Volkspartei tijdens een protest op de berg Castelfeder geëist dat het Zuid-Tirools Laagland zou worden overgeheveld naar de Provincie Bozen. In 1948 werd dit verzoek ingewilligd.